# Reed Smoot
Reed Smoot (ur. 10 stycznia 1862 w Salt Lake City w Utah, zm. 9 lutego 1941 w Saint Petersburgu na Florydzie) – amerykański polityk związany z Partią Republikańską.
W latach 1903–1933 był przedstawicielem stanu Utah w Senacie Stanów Zjednoczonych.
Był jednym z wnioskodawców ustawy Smoota-Hawleya – aktu prawnego, który podniósł cła na ponad 20 tysięcy towarów importowych i w opinii wielu współczesnych ekonomistów przyczynił się do pogłębienia i przedłużenia wielkiego kryzysu.